# 루크 스캇
루크 브랜든 스캇(Luke Brandon Scott, 1978년 6월 25일 ~ )은 미국의 전 야구 선수이다.
루크 스캇은 입단 첫해부터 토미 존 수술을 받아 재활을 마친 뒤 2002년부터 싱글A에서 활동하였다.
2004년 시즌에 앞서 휴스턴 애스트로스의 제롬 로버트슨과 트레이드된다. 이후 더블A에서 괴력을 발휘해 구단은 2005년 시즌 개막 명단에 그의 이름을 포함시킨다. 이후 2005년과 2006년 시즌을 휩쓸지만 2007년엔 잦은 잔부상으로 볼티모어 오리올스의 미겔 테하다와 트레이드된다. 이후 2008년부터 2010년까지 주전 자리를 꿰찼지만 2011년에도 부상이 겹쳐 결국 볼티모어 오리올스는 그를 방출시키기로 결정한다.

## SK 와이번스 시절
2014년 외국인 확장정책으로 인해 영입되었다. 그는 MLB 통산 135홈런 타자로서 시즌 전부터 엄청난 관심을 받았다. 시즌 초반 4번 타자로 활약했지만 4월 22일 문학 NC전에서 에릭 테임즈와 충돌로 손목 부상을 당해 2군으로 내려갔다. 그 후 5월 중순 복귀했지만 5월 28일 목동 넥센전에서 옆구리 통증으로 다시 2군으로 내려갔고, 7월에 복귀했으나, 다시 발바닥 통증으로 2군으로 내려갔다. 7월 15일 자신의 몸상태 때문에 이만수 감독과 불화가 있었다. 언쟁 도중 겁쟁이(coward), 거짓말쟁이(liar),괴물(Monster) 등 공격적인 언어를 쓰며 인성 문제로 인해 구설수에 올랐고, 결국 징계 차원에서 퇴출되었다. 그 후 차기 시즌에는 그의 대체 선수로 앤드류 브라운을 영입하게 된다.

## 근황
그 뒤에 페리코스 데 푸에블라에 입단하였고, 2015년에는 토론토 블루제이스 입단이 확인되었고 2016년 토론토 산하 트리플 A 버팔로 바이슨스로 강등되었다.
2015년 시즌 두 팀에서 80경기, 298타수, 77안타(2루타 18개, 3루타 1개, 홈런 11개 포함), 36볼넷, 55타점, 35득점, 1도루, 타율 0.258, 장타율 0.436, 출루율 0.344를 기록하였다.

## 연도별 타격 성적
| 연 도        | 소 속        | 경 기 | 타 석 | 타 수 | 득 점 | 안 타 | 2 루 타 | 3 루 타 | 홈 런 | 루 타 | 타 점 | 도 루 | 도 루 자 | 희 생 번 | 희 생 플 | 볼 넷 | 고 4 | 사 구 | 삼 진 | 병 살 타 | 타 율 | 출 루 율 | 장 타 율 | O P S |
| ------------ | ------------ | ----- | ----- | ----- | ----- | ----- | ------- | ------- | ----- | ----- | ----- | ----- | -------- | -------- | -------- | ----- | ---- | ----- | ----- | -------- | ----- | -------- | -------- | ----- |
| 2005년       | HOU          | 34    | 89    | 80    | 6     | 15    | 4       | 2       | 0     | 23    | 4     | 1     | 1        | 0        | 0        | 9     | 1    | 0     | 23    | 0        | .188  | .270     | .288     | .557  |
| 2006년       | HOU          | 65    | 249   | 214   | 31    | 72    | 19      | 6       | 10    | 133   | 37    | 1     | 2        | 0        | 1        | 30    | 4    | 4     | 43    | 2        | .336  | .426     | .621     | 1.047 |
| 2007년       | HOU          | 132   | 425   | 369   | 49    | 94    | 28      | 5       | 18    | 186   | 64    | 1     | 3        | 0        | 1        | 53    | 4    | 2     | 95    | 8        | .255  | .351     | .504     | .855  |
| 2008년       | BAL          | 148   | 536   | 475   | 67    | 122   | 29      | 2       | 23    | 224   | 65    | 2     | 2        | 0        | 3        | 53    | 10   | 5     | 102   | 7        | .257  | .336     | .472     | .807  |
| 2009년       | BAL          | 128   | 506   | 449   | 61    | 116   | 26      | 1       | 25    | 219   | 77    | 0     | 0        | 0        | 1        | 55    | 5    | 1     | 104   | 4        | .258  | .340     | .488     | .828  |
| 2010년       | BAL          | 131   | 517   | 447   | 70    | 0     | 29      | 1       | 27    | 239   | 72    | 0     | 2        | 0        | 7        | 59    | 4    | 4     | 98    | 9        | .284  | .368     | .535     | .902  |
| 2011년       | BAL          | 64    | 236   | 209   | 24    | 46    | 11      | 0       | 9     | 84    | 22    | 1     | 1        | 0        | 2        | 24    | 1    | 1     | 54    | 2        | .220  | .301     | .402     | .703  |
| 2012년       | TB           | 96    | 344   | 314   | 35    | 72    | 22      | 1       | 14    | 138   | 55    | 0     | 5        | 0        | 4        | 21    | 3    | 5     | 80    | 9        | .229  | .285     | .439     | .724  |
| 2013년       | TB           | 91    | 291   | 253   | 27    | 61    | 13      | 2       | 9     | 105   | 40    | 1     | 1        | 0        | 4        | 30    | 1    | 4     | 63    | 5        | .241  | .326     | .415     | .741  |
| MLB통산：9년 | MLB통산：9년 | 889   | 3193  | 2810  | 370   | 725   | 181     | 20      | 135   | 1351  | 436   | 17    | 7        | 0        | 23       | 334   | 33   | 26    | 662   | 46       | .258  | .340     | .481     | .821  |

- 2013년 기준